# Ryszard Kaczorowski
Ryszard Kaczorowski, född 26 november 1919 i Białystok, död 10 april 2010 i Smolensk, var en polsk politiker och motståndsman.

## Biografi

### Andra Världskriget
Under början av andra världskriget återskapade han den förbjudna scoutrörelsen och var ledare för en avdelning av Szare Szeregi, en underjordisk motståndsgrupp inom scouterna som motarbetade och stred mot den tyska ockupationen. Senare tog han värvning i den polska armén och deltog bland annat i Slaget om Monte Cassino.

### Kalla kriget
Efter kriget bosatte han sig i Storbritannien och arbetade som revisor och som ordförande för det polska scoutförbundet.
Han blev också aktiv inom politiken och blev medlem i den, i Londonbaserade, polska exilregeringen som bildades när Sovjetunionen ockuperade Polen efter andra världskriget. Sedermera kom man att kämpa mot den militäre kuppmakaren och generalen Wojciech Jaruzelski och hans regim. Kaczorowski var först inrikesminister men utsågs i januari 1988, enligt då gällande lagar,  av dåvarande exilpresidenten Kazimierz Sabbat till dennes blivande efterträdare. När Sabbat sen hastigt avled den 19 juli 1989, övertog Kaczorowski posten som polsk exilpresident. Han var den sjätte och siste exilpresidenten och höll posten till Östblockets fall 1990. Han lämnade den 22 december 1990 över makten till den då nyvalde presidenten Lech Walesa. Efter det lämnade han den aktiva politiken och bosatte sig i London för gott.

### Död
Den 10 april 2010 omkom Kaczorowski tillsammans med 95 andra polska dignitärer, däribland presidenten Lech Kaczyński, i en flygolycka i Smolensk i västra Ryssland. Den polska delegationen var på väg till en minnesceremoni för att hedra minnet av offren för Katynmassakern.